# Лопес, Дженнифер
Дже́ннифер Линн А́ффлек (англ. Jennifer Lynn Affleck, ранее — Ло́пес (англ. Lopez) или Джей Ло (англ. J.Lo); род. 24 июля 1969, Бронкс, Нью-Йорк) — американская актриса, певица, танцовщица, модельер, продюсер и бизнесвумен. Впервые получила известность в 1991 году в качестве танцовщицы труппы Fly Girl в телешоу In Living Color. Она оставалась постоянной участницей коллектива до 1993 года, когда решила начать полноценную актёрскую карьеру. Свою первую главную роль Лопес получила в биографическом фильме о певице Селене в 1997 году. Эта роль принесла ей номинацию на «Золотой глобус». В следующем году, роль в фильме «Вне поля зрения» сделала её первой латиноамериканской актрисой, заработавшей один миллион долларов за фильм. На музыкальной сцене Лопес дебютировала в 1999 году с альбомом On the 6, которому предшествовал сингл «If You Had My Love», занявший первое место в шести странах.
После выпуска второго студийного альбома J.Lo и фильма «Свадебный переполох» в 2001 году Дженнифер Лопес стала первой в истории певицей и актрисой, фильм с участием которой и альбом заняли первое место в одну неделю. Её ремиксовый альбом J to tha L-O!: The Remixes (2002) стал первым ремиксовым альбомом в истории, дебютировавшим на первой строчке в американском чарте Billboard 200. После развода со вторым супругом у Лопес были отношения с актёром Беном Аффлеком, которые широко освещались в СМИ, что сильно повлияло на её третий студийный альбом This Is Me… Then (2002), а также на фильм «Джильи» (2003), который стал неудачным с коммерческой точки зрения и был прохладно встречен критиками. Вскоре после расставания с Аффлеком Лопес вышла замуж за своего приятеля Марка Энтони и снялась в фильмах «Давайте потанцуем» (2004) и «Если свекровь — монстр» (2005). Пятый студийный альбом Лопес Como Ama una Mujer (2007) достиг высоких продаж в первую неделю для испаноязычного альбома в США.
В 2008 году Лопес родила близнецов и после относительно неудачного периода возобновила свою деятельность в 2011 году, став членом жюри американского телевизионного конкурса American Idol и выпустив свой наиболее коммерчески успешный сингл «On the Floor». Этот сингл стал одним из самых продаваемых синглов всех времён. В 2016 году Лопес начала сниматься в телевизионной драме «Оттенки синего» в роли Харли Сантос.
Дженнифер Лопес также многого достигла в ряде профессиональных амплуа: она одна из самых успешных певиц своего поколения; одна из самых высокооплачиваемых голливудских актрис и талантливая бизнесвумен, сумевшая обратить свою популярность в успешный модный бренд J.Lo; кроме того, она одна из самых богатых женщин мирового шоу-бизнеса и одна из самых влиятельных персон, говорящих на испанском языке. Она продала более 75 миллионов записей по всему миру.
Журнал Billboard поставил Дженнифер Лопес на 27 строку среди артистов 2000-х годов, Time внёс её в список 25 самых влиятельных испаноговорящих американцев, а в 2012 году журнал Forbes назвал её одной из самых авторитетных знаменитостей в мире, поместив на 38-ю строчку в списке самых влиятельных женщин.
20 июня 2013 года Дженнифер Лопес была удостоена звезды на голливудской «Аллее славы» (№ 2500).
Также она активно занята общественной деятельностью: ратует за всеобщую вакцинацию, поддерживает Лос-Анджелесский детский госпиталь и выступает как правозащитник. По итогам 2018 года заняла шестую позицию в рейтинге самых высокооплачиваемых певиц мира-2018, опубликованном журналом Forbes. Её доход за этот год составил 47 миллионов долларов. В декабре 2018 года Лопес вошла в рейтинг звёзд, пользующихся наибольшей популярностью у пользователей, составленный ресурсом Pornhub. В 2018 году посетители сайта упоминали в своих поисковых запросах имя Дженнифер Лопес 6,7 миллиона раз.

## Биография

### Ранние годы
Дженнифер Лопес родилась и выросла в Бронксе, небогатом районе Нью-Йорка в окрестности Касл Хилл в семье пуэрториканцев Гваделупе Родригес и Дэвида Лопеса. У неё есть две сестры: старшая — Лесли, младшая — Линда, журналистка.
Отец Лопес работал программистом в компании «Guardance Instance», мать была домохозяйкой. Когда родилась Дженнифер, семья жила в небольшой квартире. Спустя несколько лет, родители накопили достаточно денег, чтобы купить двухэтажный дом. В пять лет Лопес начала брать уроки пения и танцев. В семь лет она выступала в Нью-Йорке в составе школы.
Лопес училась в католических школах для девочек, завершив обучение в Престанской школе. В школьные годы Дженнифер занималась гимнастикой, бегом, входила в состав школьной команды по софтболу, принимала участия в национальных соревнованиях по бегу.
Учась в выпускном классе, Лопес узнала о кастинге в фильм, на котором отбирали девочек-подростков на небольшие роли. Лопес прошла кастинг и снялась в фильме «Моя маленькая девочка», малобюджетном фильме, соавтором и режиссёром которого был Конни Кейзермен. Дженнифер Лопес досталась роль Майры, живущей в центре для неблагополучной молодёжи. После съёмок в фильме Лопес поняла, что хочет стать «известной кинозвездой». По настоянию родителей она поступила в Baruch College, проучившись только один семестр. Она рассказала родителям о своей мечте стать кинозвездой, но они посчитали, что это «очень глупая идея» и что это «не по-латиноамерикански». Разногласия с родителями вынудили её покинуть дом и переехать в квартиру на Манхэттен. В это время Лопес сыграла в местных постановках мюзиклов «Иисус Христос — суперзвезда» и «Оклахома!». Вскоре её заметили, и она стала участницей хора Golden Musicals of Broadway, который гастролировал по Европе в течение пяти месяцев. Лопес была единственной участницей хора, у которой не было сольной партии, и этим она была недовольна. Позже она стала танцовщицей, певицей и хореографом в шоу Synchronicity в Японии.

## Карьера

### Кино и телевидение
На заре 1990-х годов Дженнифер начала свой путь в шоу-бизнесе танцовщицей в комедийном телешоу In Living Color, затем снялась в нескольких телевизионных сериалах, в том числе South Central, Second Chances и Hotel Malibu. Лопес дебютировала на большом экране в фильме «Моя семья». За ним последовала роль в боевике «Денежный поезд», где её партнёром по фильму стал Уэсли Снайпс. Первой главной ролью Лопес стала роль в фильме «Селена» (1997), за которую она была номинирована на премию «Золотой глобус». Свою вторую премию ALMA Дженнифер получила за роль в фильме «Вне поля зрения» (1998). Далее последовало несколько неудачных с коммерческой точки зрения фильмов, таких как «Госпожа горничная», «Если свекровь — монстр». За фильм «Джильи» Лопес получила «Золотую малину» в номинации «Худшая актриса года».
В 2015 году Лопес переместилась на телевидение с ведущей ролью в сериале NBC «Оттенки синего».

### Музыка

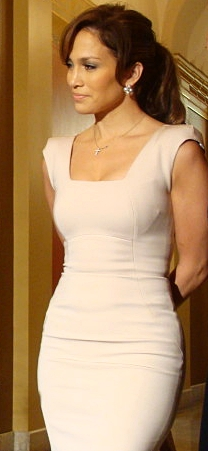
Дженнифер Лопес в 2009 году

Певческий голос — лирическое сопрано.
Дебютный альбом Дженнифер Лопес On the 6 вышел 1 июня 1999 года и дебютировал на восьмой позиции в рейтинге Billboard 200.
Первый сингл из альбома «If You Had My Love» в течение пяти недель держался на первом месте рейтинга Billboard Hot 100.
В США его продажи составили 1,2 миллиона копий, ему был присвоен платиновый статус, и он стал одним из самых продаваемых синглов 1999 года.
Вторым синглом из альбома стала песня «No Me Ames», записанная при участии Марка Энтони. Сингл дебютировал под номером семь в чарте Billboard Latin Pop Songs.
В 2000 году песня победила в номинации премии Billboard Music Awards «Лучший совместный латиноамериканский трек года». Также она была представлена в номинациях «Лучшая сальса-песня года» и «Лучший латиноамериканский трек».
Композиция «Waiting for Tonight», выпущенная в качестве третьего сингла из альбома, добралась до первой строчки чарта Billboard Hot Dance Club Songs. Многие критики считали её одной из лучших песен в карьере Лопес, а также называли гимном смены тысячелетия.
«Waiting for Tonight» была номинирована на премию «Грэмми» в категории «Лучшая танцевальная запись».
Четвёртым синглом из альбома стала композиция «Feelin' So Good», записанная при участии рэперов Fat Joe и Big Pun. Незадолго до официального релиза сингла от сердечной недостаточности скончался Big Pun.
Пятым и заключительным синглом из альбома стала композиция «Let's Get Loud», которая попала в несколько международных чартов и была номинирована на «Грэмми» в категории «Лучшая танцевальная запись».
Второй студийный альбом Лопес J.Lo вышел 23 января 2001 года. Альбом дебютировал на первом месте Billboard 200 и не покидал чарт двадцать шесть недель.
Альбом получил четырёхкратно-платиновый статус в США и стал шестым самым продаваемым альбомом 2001 года по всему миру.
Он был распродан тиражом в 4 миллиона копий в США и в 12 миллионов копий по всему миру.
Первым синглом с J.Lo стала песня «Love Don’t Cost a Thing». Она была впервые представлена 16 ноября 2000 года на премии MTV Video Music Awards.
Композиция достигла большого коммерческого успеха, заняв первое место в чартах США и Великобритании.
Вторым синглом стала песня «Play», достигшая седьмой строчки в чарте Hot 100 Airplay.
Третий сингл из альбома — «Ain’t It Funny» — занял третье место в Великобритании. Четвёртый и последний сингл с J.Lo «I’m Real» занял первую строчку в США.
5 февраля 2002 года вышел ремиксовый альбом J to tha L-O!: The Remixes. Он стал первым ремиксовым альбомом в истории, достигшим первого места в чарте Billboard 200, и был занесён в Книгу рекордов Гиннесса.
25 ноября 2002 года состоялся релиз третьего студийного альбома Дженнифер Лопес This Is Me... Then. Продажи альбома в США составили 2 600 000 копий, и он получил двукратно-платиновый статус от RIAA.
Первый сингл из этого альбома, «Jenny from the Block», вышел 26 сентября 2002 года. Он достиг первой строчки в чарте Billboard Hot 100 и второй в Mainstream Top 40.
Песня стала одной из самых успешных за всю карьеру Лопес. Она стала одной из её «визитных карточек».
После выхода этой композиции, журналисты в СМИ часто стали называть Лопес по названию трека — «Jenny from the Block».
Продажи сингла в США составили 2,6 миллиона копий.
Второй сингл, «All I Have», достиг первого места в Hot 100. Четвёртый студийный альбом Дженнифер Лопес Rebirth вышел 23 февраля 2005 года. Он стал менее успешным в плане продаж по сравнению с предыдущими альбомами Лопес. В первую неделю было продано 314 тысяч копий альбома.
Композиция «Get Right», выпущенная в качестве первого сингла из альбома, дебютировала на вершине британского чарта UK Singles Chart.
Вторым синглом стала песня «Hold You Down», записанная при участии рэпера Fat Joe.
Первый испаноязычный альбом Дженнифер Лопес Como Ama una Mujer («Как любит женщина») вышел 23 марта 2007 года в Европе и 27 марта 2007 года — в Соединённых Штатах. Несмотря на то, что альбом записан на испанском языке, в США он достиг большого коммерческого успеха: диск дебютировал под номером десять в американском чарте Billboard 200, его продажи в первую неделю составили 48.000 копий. Он находился на вершине чарта Billboard Top Latin Albums в течение четырёх недель. Первым синглом стала песня «Qué Hiciste» («Что ты наделал?»). Она добралась до вершины чартов Hot Latin Songs и Hot Dance Club Songs. «Qué Hiciste» также возглавила чарты Испании, Италии и некоторых других стран. Второй сингл, «Me Haces Falta», вышел 23 марта 2007 года. 9 октября 2007 года вышел шестой студийный и пятый англоязычный альбом Лопес под названием Brave, в нём она вновь возвращается к стилю R&B, который когда-то принёс ей успех, также в альбоме присутствуют лирические композиции. Альбом потерпел неудачу в чартах. В чарте Billboard 200 он дебютировал под номером двенадцать, не попав в топ-10 чарта. Из альбома было выпущено два сингла: «Do It Well» и «Hold It Don’t Drop It».
В конце 2009 года Лопес выпустила песню «Louboutins», которая должна была стать первым синглом из её нового альбома. Однако, после того, как песня потерпела неудачу в чартах, Лопес разорвала свой многолетний контракт с лейблом Epic Records, и запись альбома была приостановлена. Вскоре она подписала контракт с компанией Island Records и 29 апреля 2011 года выпустила седьмой студийный альбом Love?.
Альбом дебютировал на пятом месте в американском чарте Billboard 200 с продажами в 83 100 копий в первую неделю.
По состоянию на 2015 год диск был распродан тиражом в 346 000.
Love? стал 37-м самым продаваемым альбомом 2011 года, его продажи по всему миру составили 1 063 000 копии.
Лид-синглом из этого альбома стала композиция «On the Floor», записанная при участии Pitbull. Песня достигла мирового успеха, попав на вершину многих мировых чартов, и стала одной из самых успешных песен 2011 года.
Второй сингл, «I'm Into You», записанная совместно с рэпером Лил Уэйн, добрался до 41-й строчки чарта Billboard Hot Dance Club Songs, проведя в чарте 13 недель. 9 июля 2011 года песня дебютировала на 36-й строчке в американском чарте Pop Songs.
Третьим синглом стала композиция «Papi», добравшаяся до 33-й строчки чарта Pop Songs. В чарте Hot 100 она добралась до 96-го места.
20 июля 2012 года Дженифер Лопес выпустила сборник своих лучших песен Dance Again... the Hits, в который также вошли две новые песни — «Dance Again», совместно с Pitbull, и «Goin' In», совместно с Flo Rida.
Пластинка дебютировала под номером двадцать в Billboard 200 с продажами в 14 000 копий.
29 июня 2013 года Дженифер Лопес вместе со звёздами шоу-бизнеса из России, с Украины, из Турции, Китая и Ливана принимала участие в праздновании 56-летия Президента Туркменистана Гурбангулы Бердымухамедова в национальной туристической зоне «Аваза», расположенной в 12 километрах к западу от центра города Туркменбаши. В финале праздничного концерта певица исполнила знаменитую песню «Happy Birthday, Mr. President», за что её раскритиковали мировые правозащитники.
В январе 2014 года Дженифер Лопес выпустила композицию «Girls».
В феврале вышла песня «Same Girl». Обе песни стали промосинглами из восьмого студийного альбома Лопес A.K.A., релиз которого состоялся 13 июня 2014 года. Альбом оказался неудачным в чартах. Он дебютировал на восьмой строчке чарта Billboard 200, его продажи в первую неделю составили всего 33 000 копий.
Первым официальным синглом из альбома стала композиция «I Luh Ya Papi», записанный при участии рэпера French Montana, 5 марта 2014 года состоялась её премьера на радиостанции Power 106.
Второй сингл, «First Love», 30 апреля был слит в сеть.
На следующий день песня стала доступна для цифровой загрузки. В видеоклипе на эту песню снялся британский модельмен Дэвид Ганди.
Третий и последний сингл с A.K.A. «Booty», записанный совместно с Pitbull, стал доступен для цифрового скачивания 23 сентября 2014 года. Также был выпущен официальный ремикс на эту композицию, в котором вместо Pitbull приняла участие рэперша Игги Азалия.
18 ноября 2016 года Дженнифер Лопес совместно с Марком Энтони выпустила сингл «Olvídame y Pega la Vuelta», который является кавер-версией песни аргентинского коллектива Pimpinel.
16 декабря того же года Лопес выпустила песню на португальском языке, получившую название «Chegaste». Трек записан совместно с бразильским певцом Роберту Карлусом.
23 декабря состоялась премьера видеоклипа на эту песню.
4 июля 2017 года Дженнифер Лопес представила композицию «Ni Tú Ni Yo», которая стала первым синглом из грядущего испаноязычного альбома исполнительницы.

### Бизнес
Дженнифер Лопес является также успешной бизнесвумен. Ей принадлежит линия одежды JLo by Jennifer Lopez, которая выпускает одежду, ориентированную на молодых женщин. В 2005 году была запущена новая марка одежды Sweetface. 12 апреля 2002 года Лопес открыла кубинский ресторан Madre’s в городе Пасадене, штат Калифорния.
Наибольшего успеха Лопес добилась в парфюмерном бизнесе. Её первый аромат Glow by J.Lo побил рекорды продаж.

### Личная жизнь

#### Отношения и семья
Личная жизнь Лопес получила широкое освещение в СМИ.
С 22 февраля 1997 по январь 1998 года Лопес состояла в браке с Охани Ноа, работавшим в то время официантом в Майами.
В апреле 2002 года Охани Ноа занял должность менеджера в ресторане Дженнифер Madres, однако через полгода по невыясненным обстоятельствам он был уволен с поста и потребовал от Лопес компенсацию за моральный ущерб.
Позже Ноа отозвал свой иск, так как, по словам адвокатов, Охани и Дженнифер решили этот вопрос самостоятельно.
В апреле 2006 года Лопес подала иск против Ноа после того, как тот потребовал от неё 5 миллионов долларов за его книгу мемуаров об их совместной жизни. По словам Лопес, Ноа нарушил ранее подписанный между ними договор, согласно которому её бывший супруг не имеет права распространяться об их браке и публиковать подобного рода книги.
В ходе судебных разбирательств Лопес получила 545 000 долларов и выплатила в качестве компенсации Ноа 200 000 долларов. Также суд постановил, что Охани Ноа запрещено «критиковать, порочить и вообще негативно высказываться в адрес Дженнифер».

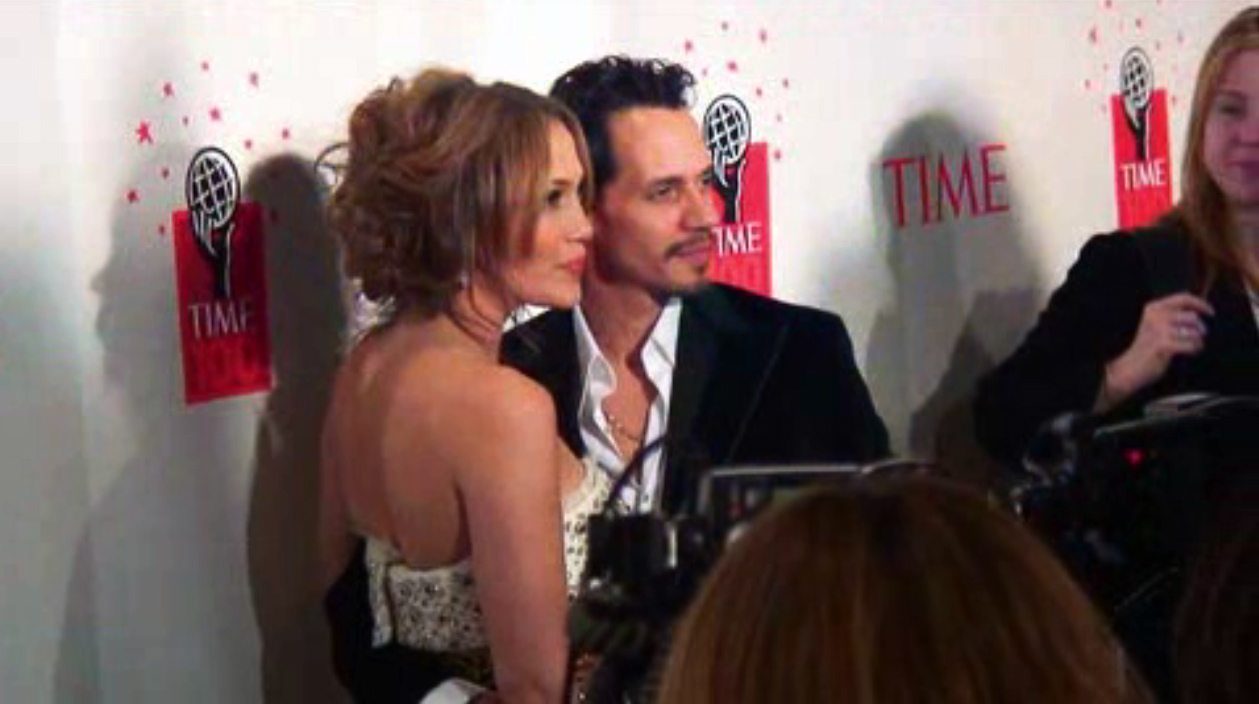
Лопес и Марк Энтони

Во время работы над альбомом On the 6 у Лопес завязались романтические отношения с рэпером и продюсером Шоном Комбсом. 27 декабря 1999 года пара с двумя другими людьми была задержана в связи со стрельбой в клубе на Таймс-сквере в Нью-Йорке. Они обвинялись в использовании оружия в криминальных целях и краже чужого имущества. Вскоре Лопес была признана невиновной; её адвокат заявил, что «Дженнифер Лопес не умеет пользоваться огнестрельным оружием и не одобряет его использование», а Комбс публично заявил, что Лопес «не имеет никакого отношения к стрельбе».
Тем не менее Комбс был обвинён в содеянном Манхэттенским судом.
После расставания с Комбсом Лопес начала встречаться с танцором Крисом Джаддом, с которым она состояла в браке с сентября 2001 по июнь 2002 года.
После второго развода Лопес начала встречаться с актёром Беном Аффлеком, и в ноябре 2002 года пара объявила о помолвке.
Пара стала самой популярной в Голливуде, а журналисты прозвали её Bennifer (слово Bennifer стало популярным термином, который вошёл в многочисленные словари англоязычного сленга и в словари неологизмов, вскоре после Bennifer появились и другие комбинации имён различных знаменитостей).
Свадьба Аффлека и Лопес, запланированная на 14 сентября 2003 года, была отменена днём раньше.
Вскоре после расставания с Аффлеком Лопес начала встречаться со своим другом Марком Энтони. Пара поженилась 5 июня 2004 года, спустя всего неделю после того, как Энтони развелся со своей первой женой, Дайанарой Торрес.
7 ноября 2007 года, на последнем выступлении их совместного тура, Лопес и Энтони объявили о том, что они ожидают первенца.
22 февраля 2008 года Лопес родила двойняшек — сына Макса (Максимиллиан Дэвид) и дочь Эмми (Эмма Мэрибел).
15 июля 2011 года в совместном заявлении Лопес и Энтони объявили о намерении развестись.
В качестве причины расставания бывшие возлюбленные назвали тяжёлый период, в ходе которого выяснилось много проблемных точек зрения. Также стало известно, что инициатором развода стала именно Дженнифер. 16 июня 2014 года Дженнифер официально развелась с Марком Энтони.
С октября 2011 по июнь 2014 года встречалась с танцором Каспером Смартом;
в конце апреля 2015 их отношения возобновились;
в августе 2016 было объявлено об их решении остаться близкими друзьями.
С декабря 2016 по февраль 2017 года у Дженнифер Лопес был небольшой роман с рэпером Дрейком.
В марте 2017 года Лопес начала встречаться с бейсболистом Алексом Родригесом. Отношения завершились в 2021 году, о чём было объявлено в апреле.
В том же месяце в прессе появилось сообщение, что Лопес воссоединилась с Беном Аффлеком, что она сама подтвердила в июле. После своего первичного расставания они поддерживали общение и говорили друг о друге в прессе позитивно. 16 июля 2022 года Лопес и Аффлек поженились в Лас-Вегасе.

#### Религиозные взгляды
В прессе говорилось, что Лопес и Марк Энтони посещали Церковь саентологии Центра знаменитостей в Голливуде в конце 2006 года. По слухам, Лопес и Энтони стали саентологами в тот период времени при содействии Анжело Пагана, мужа актрисы Лиа Ремини.
Незадолго до этого Лопес сообщила журналистам NBC, что не является саентологом и выросла как католичка. При этом она отметила, что её отец был саентологом на протяжении примерно двадцати лет.

## Дискография

### Студийные альбомы
- On the 6 (1999)
- J.Lo (2001)
- This Is Me... Then (2002)
- Rebirth (2005)
- Como Ama una Mujer (2007)
- Brave (2007)
- Love? (2011)
- A.K.A. (2014)
- This Is Me... Now (2024)

### Сборники/EP
- J to tha L-O!: The Remixes (2002)
- The Reel Me[англ.] (2003)
- Dance Again... the Hits (2012)

## Фильмография
| Год       |    | Русское название                           | Оригинальное название                | Роль                                           |
| --------- | -- | ------------------------------------------ | ------------------------------------ | ---------------------------------------------- |
| 1986      | ф  | Моя маленькая девочка                      | My Little Girl                       | Майра                                          |
| 1995      | ф  | Моя семья                                  | My Family                            | Мария Санчес                                   |
| 1995      | ф  | Денежный поезд                             | Money Train                          | Грейс Сантьяго                                 |
| 1996      | ф  | Джек                                       | Jack                                 | Мисс Маркес                                    |
| 1996      | ф  | Кровь и вино                               | Blood and Wine                       | Габриела «Габби»                               |
| 1997      | ф  | Селена                                     | Selena                               | Селена Кинтанилья-Перес                        |
| 1997      | ф  | Анаконда                                   | Anaconda                             | Терри Флорес                                   |
| 1997      | ф  | Поворот                                    | U Turn                               | Грейс Макенна                                  |
| 1998      | мф | Муравей Антц                               | Antz                                 | Ацтека подруга Зеда и возлюбленная Уивера      |
| 1998      | ф  | Вне поля зрения                            | Out of Sight                         | Карен Сиско                                    |
| 2000      | ф  | Клетка                                     | The Cell                             | Кэтрин Дин                                     |
| 2001      | ф  | Свадебный переполох                        | The Wedding Planner                  | Мэри Фиоре                                     |
| 2001      | ф  | Глаза ангела                               | Angel Eyes                           | Шэрон Поге                                     |
| 2002      | ф  | С меня хватит                              | Enough                               | Слим Хиллер                                    |
| 2002      | ф  | Госпожа горничная                          | Maid in Manhattan                    | Мариса Вентура                                 |
| 2003      | ф  | Джильи                                     | Gigli                                | Рики                                           |
| 2004      | ф  | Девушка из Джерси                          | Jersey Girl                          | Гертруда Стайни                                |
| 2004      | ф  | Давайте потанцуем                          | Shall We Dance?                      | Полина                                         |
| 2004      | с  | Уилл и Грейс                               | Will and Grace                       | играет саму себя                               |
| 2005      | ф  | Если свекровь — монстр                     | Monster-in-Law                       | Чарли                                          |
| 2005      | ф  | Незаконченная жизнь                        | An Unfinished Life                   | Джин Гилкисон                                  |
| 2006      | ф  | Пограничный городок                        | Bordertown                           | Лорен Адриан                                   |
| 2007      | ф  | Певец                                      | El Cantante                          | Пучи                                           |
| 2010      | ф  | План Б                                     | The Back-Up Plan                     | Зои                                            |
| 2010      | с  | Как я встретил вашу маму                   | How I Met Your Mother                | Анита Эпплби                                   |
| 2012      | ф  | Чего ждать, когда ждёшь ребёнка            | What to Expect When You're Expecting | Холли                                          |
| 2012      | мф | Ледниковый период 4: Континентальный дрейф | Ice Age: Continental drift           | Шира                                           |
| 2013      | ф  | Паркер                                     | Parker                               | Лесли Роджерс                                  |
| 2015      | мф | Дом                                        | Home                                 | мать Тип                                       |
| 2015      | ф  | Поклонник                                  | The Boy Next Door                    | Клэр Петерсон                                  |
| 2016—2018 | с  | Оттенки синего                             | Shades of Blue                       | Харли Сантос                                   |
| 2015      | ф  | Лила и Ева                                 | Lila & Eve                           | Ева Рафаэль                                    |
| 2016      | мф | Ледниковый период: Столкновение неизбежно  | Ice Age: Collision Course            | Шира                                           |
| 2018      | ф  | Начни сначала                              | Second Act                           |                                                |
| 2019      | ф  | Стриптизёрши                               | Hustlers                             | Рамона                                         |
| 2022      | ф  | Первый встречный                           | Marry Me                             | Каталина «Кэт» Вальдес                         |
| 2022      | ф  | Моя пиратская свадьба                      | Shotgun wedding                      | Дарси                                          |
| 2023      | ф  | Мать                                       | The Mother                           | Мать, военный спецназовец США                  |
| 2024      | ф  | Атлас                                      | Atlas                                | Атлас Шепард, аналитик по борьбе с терроризмом |

## Награды и номинации в кино
За свою кинокарьеру Лопес получила множество наград и номинаций. Но при этом она также получила 10 номинаций на антипремию «Золотая малина», в том числе как худшая актриса десятилетия (2000—2010).
| Награда        | Год  | Номинация                           | Фильм или сериал | Результат |
| -------------- | ---- | ----------------------------------- | ---------------- | --------- |
| Золотой глобус | 1998 | Лучшая актриса (комедия или мюзикл) | Селена           | Номинация |
| Золотой глобус | 2020 | Лучшая актриса второго плана        | Стриптизёрши     | Номинация |

### Антипремия «Золотая малина»
| №  | Год  | Фильм                           | Категория                         | Результат | Примечание         |
| -- | ---- | ------------------------------- | --------------------------------- | --------- | ------------------ |
| 1  | 2002 | Свадебный переполох             | Худшая женская роль               | Номинация |                    |
| 1  | 2002 | Глаза ангела                    | Худшая женская роль               | Номинация |                    |
| 2  | 2003 | С меня хватит                   | Худшая женская роль               | Номинация |                    |
| 2  | 2003 | Госпожа горничная               | Худшая женская роль               | Номинация |                    |
| 3  | 2004 | Джильи                          | Худшая женская роль               | Победа    |                    |
| 4  | 2004 | Джильи                          | Худший актёрский дуэт             | Победа    | Лопес и Бен Аффлек |
| 5  | 2005 | Девушка из Джерси               | Худшая женская роль второго плана | Номинация |                    |
| 6  | 2005 | Девушка из Джерси               | Худший актёрский дуэт             | Номинация | Лопес и Бен Аффлек |
| 7  | 2006 | Если свекровь — монстр          | Худшая женская роль               | Номинация |                    |
| 8  | 2010 | Семь вышеуказанных фильмов      | Худшая актриса десятилетия        | Номинация |                    |
| 9  | 2013 | Чего ждать, когда ждёшь ребёнка | Худшая женская роль второго плана | Номинация |                    |
| 10 | 2015 | Поклонник                       | Худшая женская роль               | Номинация |                    |
| 11 | 2020 | Стриптизёрши                    | Приз за восстановление репутации  | Номинация |                    |

## Влияние
В честь Дженнифер Лопес назван один из видов водяного клеща, открытый в Пуэрто-Рико. По словам биолога из Черногории Владимира Пешича, песни и клипы певицы поддерживали команду исследователей в хорошем настроении во время написания статьи об открытии.

## Скандалы
Дженнифер Лопес рассказала о случае домогательства в отношении неё на кастинге на одном из первых её фильмов. Лопес тогда ещё не было 16 лет.